# فلينية

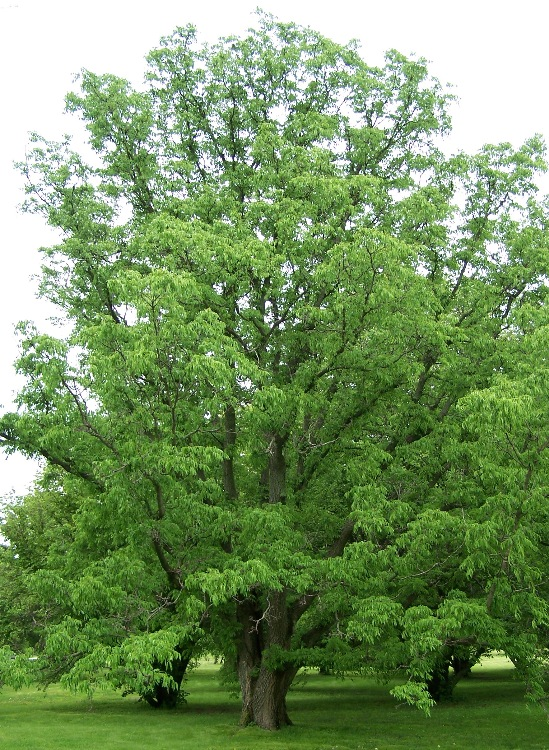

الفِلِّينِيّة أو فِلِّينية الخشب أو الفلّودَندَرون جنس أشجار من فصيلة السذابيات، تتأصل من شرقي وشمال شرقي آسيا. يشير اسمها إلى لحائها الفليني السميك، الذي تمتاز به بعض (وليس كلّ) أنواع هذا الجنس من الأشجار.